# Загін убивць
Загін вбивць (англ. Killer Force) — бойовик 1976 року.

## Сюжет
Вебб розслідує пограбування на шахті з видобутку алмазів у Південній Африці не підозрюючи, що всі ці злочини здійснює його заступник Бредлі.

## У ролях
| Актор           | Роль         |
| --------------- | ------------ |
| Теллі Савалас   | Вебб         |
| Пітер Фонда     | Бредлі       |
| Г'ю О'Брайан    | Льюїс        |
| Крістофер Лі    | майор Чілтон |
| О. Джей Сімпсон | Александер   |
| Мод Адамс       | Клер         |
| Йен Юлі         | Вудс         |
| Майкл Майєр     | Адамс        |
| Віктор Меллені  | Нельсон      |
| Річард Лорінг   | Робертс      |